# كوسامو
كوسامو هي بلدة تقع في إقليم بوهيانما الشمالية،فنلندا.بلغ عدد سكان البلدة في 2020 15،142 نسمة.